# Łyżka Czyli Chilli

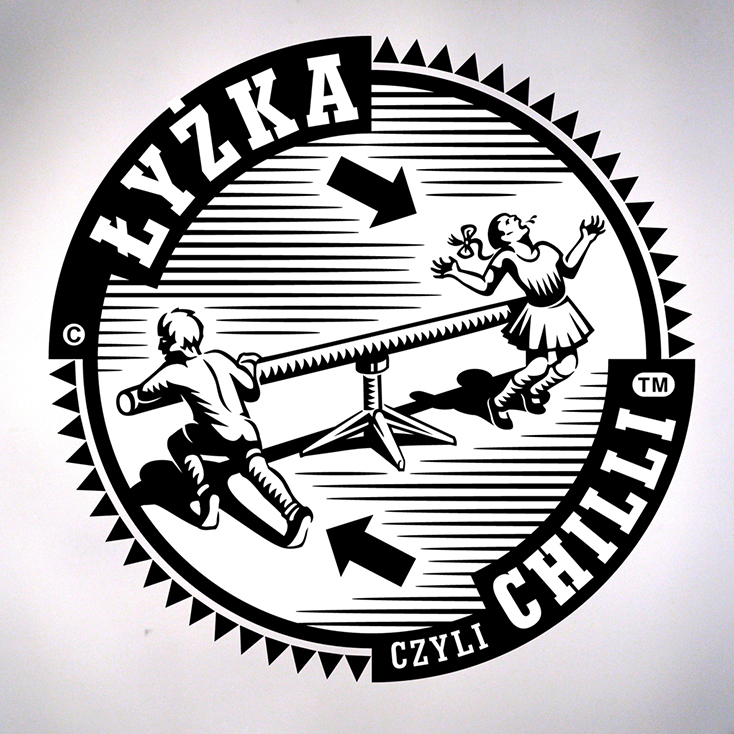
Logo grupy Łyżka Czyli Chilli autorstwa Tomasza Waciaka-Wójcika

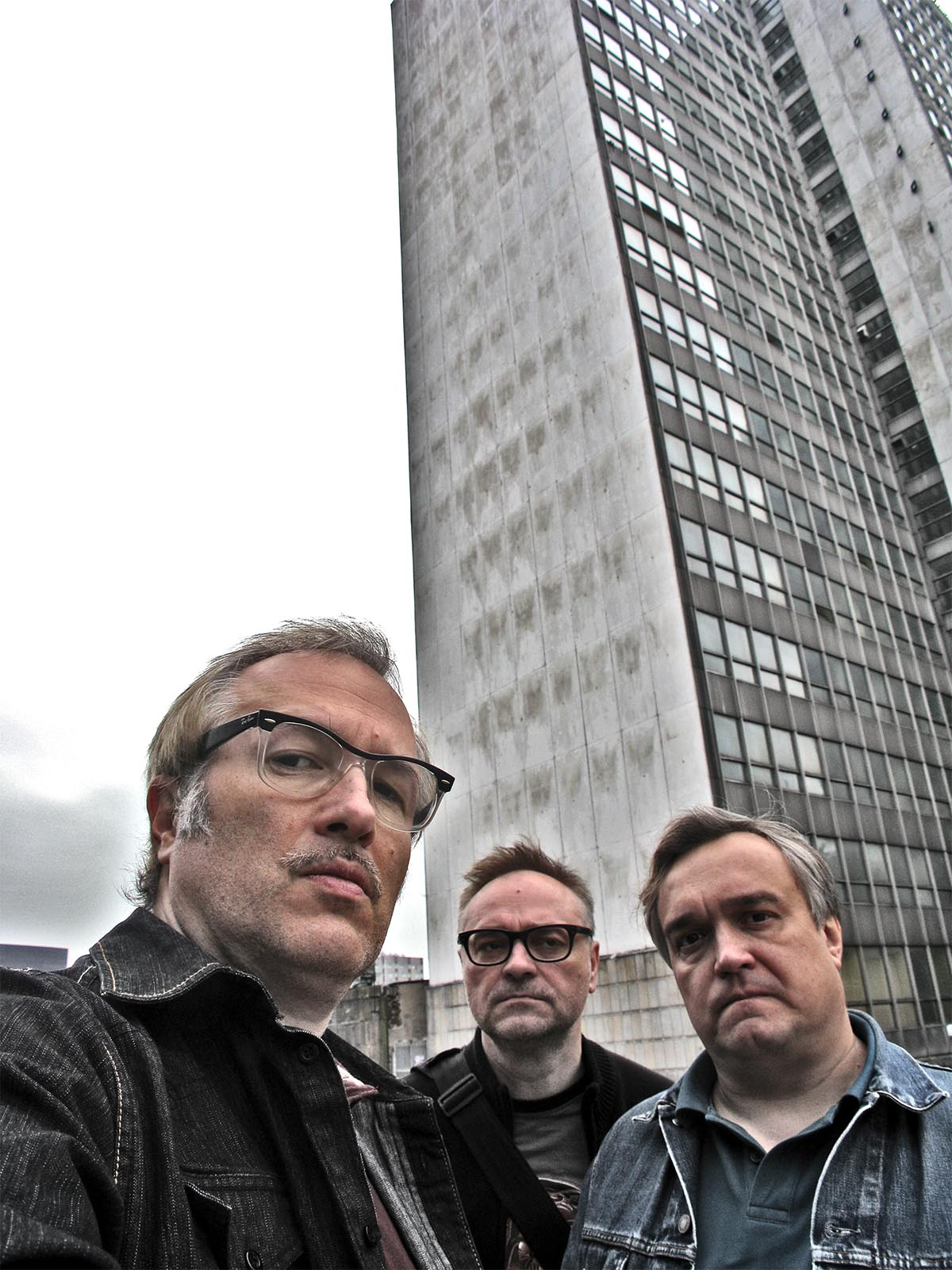
Członkowie grupy Łyżka Czyli Chilli

Łyżka Czyli Chilli – polska grupa artystyczno-performersko-filmowa działająca od 1993 roku. Powstała z inicjatywy Tomasza Waciaka-Wójcika i Michała Mendyka. W 1996 r. dołączył do niej Tomasz Trzos. Inspiracje czerpie z dorobku dadaistów, przedstawicieli pop-artu i polskich realiów. Swoje prace określają mianem hiperrealistycznego absurdu.

## Wystawy
- 2000 – „Obrazy, obrazy” w warszawskiej galerii Zachęta[2]
- 2000 – „Choinka za 2000” – BWA w Jeleniej Górze[3]
- 2001 – „Pop-Elita” w krakowskiej BWA (wspólnie z Igorem Krenzem – jako grupa Słoik)[4]
- 2005 – „Cow Parade” (Krowia Parada) – krowa „Polska gola”[5]
- 2013 – „Polak Potrafi” – wystawa w Galerii Przechodniej – cykl wielkoformatowych fotografii polskich muzyków (Deriglasoffa, Janerki, Brylewskiego, Vienia, Morettiego, Muńka, Kazika)[6]
- 2018 – „Kanalie” – cykl 44 fotografii – wystawiony w Nowy Świat Muzyki w Warszawie i w galerii Sztuka Wyboru w Gdańsku[7]

## Twórczość telewizyjna
- 1996–1998 i 2007 – program telewizyjny „Oczywiście”[8]
- 1998 – cykl filmów krótkometrażowych w Canal+ pod tytułem „Sto sposobów, jak zostać sławnym i bogatym”[9]
- 2013–2017 – współpraca z programem stacji TVN Szkło Kontaktowe (cykle: „Wszystko źle” i „Kantem oka”)[10][11]
- 2005–2009 – cykl programów „Rzut Oka” dla stacji Kino Polska[9]

## Łyżka Czyli Chilli na DVD
- 2001 – udział w filmie grupy Łódź Kaliska „Buty”[1]
- 2009 – box DVD „F*ck Off” wydany przez Kino Polska[9][12]
- 2009 – „Ukryta Dekada” – DVD z wczesnymi pracami wideo-art wydane z okazji 10-lecia festiwalu WRO[13]

## Prezentacje produktów filmopodobnych
- Festiwal WRO Monitor Polski we Wrocławiu[14]
- Muzeum Narodowe w Poznaniu w ramach Festiwalu Sztuk Innych[1]
- Lubelskie Prezentacje Sztuki Video[1]
- Centrum Sztuki Współczesnej w Warszawie[1]
- Władywostok – w ramach Extrashortfilm[1]
- Europejski Festiwal Sztuki Performance i Nowych Mediów „ART KONTAKT” w Lublinie[1]
- PresentAkcje/wideo-performance w Toruniu[1]
- Festiwal Blow Up w Łodzi[1]

## Inne
- Współpraca z miesięcznikami „Plastik”, „Brum” i „Aktywist”[1].
- Współtwórcy audycji „Grupa Szczepana” w Radiu Zet[15]
- Współtwórcy festiwalu „Weź to wyłącz”[1].
- Teledyski dla grupy Mitch&Mitch i dla Olafa Deriglasoffa („Perełka”) – nagroda Drewnianego Yacha na festiwalu Yach Film[16]
- Wywiad udzielony Piotrowi Mareckiemu zamieszczony w książce „Kino niezależne w Polsce”[17].
- „Opera Mydlana” – performance w ramach akcji „Opera pałacowa” Łodzi Kaliskiej w Staniszowie[18]
- Projekt muzyczny „Boskie torsy” z Leszkiem Dobruckim[1].
- Film „Kżyrzacy 2” – scenariusz (pseudonimy Paweł Szuster i Janusz Weinchard)[19]
- Krótkie produkcje filmowe, publikowane od 2018 roku na kanale "Lyżka Czyli Chilli" w serwisie YouTube[20]